# Seles
Seles è un municipio dell'Angola appartenente alla provincia di Cuanza Sud. Ha 201.794 abitanti (stima del 2006) ed una superficie di 3.101 km².